# Верховка (Запорожская область)
Верховка (укр. Верхівка) — село,
Сладководненский сельский совет,
Розовский район,
Запорожская область,
Украина.
Код КОАТУУ — 2324984803. Население по переписи 2001 года составляло 23 человека.

## Географическое положение
Село Верховка находится на расстоянии в 1 км от сёл Ивановка и Запорожское.

## История
- 1899 год — дата основания как село Поляновка.
- В 1946 году переименовано в хутор Вольный.
- В 1980 году переименовано в село Верховка.